# Street Fighter
Street Fighter är en serie tv-spel släppta av det japanska företaget Capcom. Spelen är fightingspel där två spelfigurer möter varandra på en mindre bana. Varje karaktär har sina specialrörelser och slag. Det första spelet släpptes 1987, till arkadformat och senare till hemdatorer, men det var Street Fighter II som blev det stora kommersiella genombrottet för serien. Hittills har 63 spel eller varianter släppts i serien med sammanlagd försäljning på 28 miljoner exemplar.
Innan Street Fighter II släpptes ett antal liknande slagsmålspel såsom Karate Champ, International Karate och Yie-Ar Kung Fu, men genren tog fart först efter Street Fighter II och anammade många av dess konventioner. Därför kan spelet sägas ha definierat undergenren fightingspel.
Spelserier som släpptes kort efter Street Fighter II och på olika sätt har inspirerats av det inkluderar Mortal Kombat, King of Fighters, Fatal Fury och Art of Fighting. Än i dag anordnas stora turneringar i olika Street Fighter-spel, främst i Street Fighter III: 3rd Strike samt Super Street Fighter II Turbo.

## Street Fighter-spel

### Street Fighter-serien
- Street Fighter
- Street Fighter II: The World Warriors
- Street Fighter II: Champion Edition (Street Fighter IIDash i Japan)
- Street Fighter II Turbo: Hyper Fighting (Special Champion Edition på Sega Genesis)
- Super Street Fighter II: The New Challengers
- Super Street Fighter II Turbo: Grand Master Challenge (Super Street Fighter X i Japan)
- Street Fighter III: New Generation
- Street Fighter III: 2nd Impact
- Street Fighter III: 3rd Strike
- Street Fighter IV
- Super Street Fighter IV
- Street Fighter X Tekken

### Alpha-serien (Street Fighter Zero iJapan)
- Street Fighter Alpha: Warrior's Dreams
- Street Fighter Alpha 2
- Street Fighter Alpha 3
- Street Fighter Alpha 3 Max (till PSP)

### EX-serien
- Street Fighter EX
- Street Fighter EX Plus
- Street Fighter EX Plus Alpha
- Street Fighter EX2
- Street Fighter EX2 Plus
- Street Fighter EX3

Karaktärer från Street Fighter-spelen har också dykt upp i andra spel, så kallade crossovers.
| - SNK vs. Capcom: Match of the Millennium - Capcom vs. SNK: Millennium Fight 2000 - Capcom vs. SNK 2: Mark of the Millennium 2001 - SVC Chaos: SNK vs. Capcom | - X-Men vs. Street Fighter - Marvel Super Heroes vs. Street Fighter - Marvel vs. Capcom: Clash of Super Heroes - Marvel vs. Capcom 2: New Age of Heroes - Marvel vs. Capcom 3: Fate of Two Worlds |

## Karaktärer[2]

### Karaktärer i Street Fighter
| Nat.                     | Karaktär      | Street Fighter | Street Fighter II | Street Fighter: The Movie | Street Fighter Alpha (Zero) | Street Fighter EX | Street Fighter III | Super Gem Fighter (Pocket Fighter) | Street Fighter IV |
| ------------------------ | ------------- | -------------- | ----------------- | ------------------------- | --------------------------- | ----------------- | ------------------ | ---------------------------------- | ----------------- |
| Frankrike                | Abel          | Nej            | Nej               | Nej                       | Nej                         | Nej               | Nej                | Nej                                | Ja                |
| Thailand                 | Adon          | Ja             | Nej               | Nej                       | Ja                          | Nej               | Nej                | Nej                                | Ja                |
|                          | Ace           | Nej            | Nej               | Nej                       | Nej                         | Ja                | Nej                | Nej                                | Ja                |
|                          | Akuma         | Nej            | Ja                | Ja                        | Ja                          | Ja                | Ja                 | Ja                                 | Ja                |
| USA                      | Alex          | Nej            | Nej               | Nej                       | Nej                         | Nej               | Ja                 | Nej                                | Nej               |
| USA                      | Allen         | Nej            | Nej               | Nej                       | Nej                         | Ja                | Nej                | Nej                                | Nej               |
|                          | Area          | Nej            | Nej               | Nej                       | Nej                         | Ja                | Nej                | Nej                                | Nej               |
| USA                      | Balrog        | Nej            | Ja                | Ja                        | Ja                          | Nej               | Nej                | Nej                                | Ja                |
| Storbritannien           | Birdie        | Ja             | Nej               | Nej                       | Ja                          | Nej               | Nej                | Nej                                | Nej               |
|                          | Bison II      | Nej            | Nej               | Nej                       | Nej                         | Ja                | Nej                | Nej                                | Nej               |
|                          | Blade         | Nej            | Nej               | Nej                       | Nej                         | Ja                | Nej                | Nej                                | Nej               |
| Europeiska unionen       | Blair         | Nej            | Nej               | Nej                       | Nej                         | Ja                | Nej                | Nej                                | Nej               |
| Brasilien                | Blanka        | Nej            | Ja                | Ja                        | Ja                          | Ja                | Nej                | Nej                                | Nej               |
| Japan                    | Bloody Hokuto | Nej            | Nej               | Nej                       | Nej                         | Ja                | Nej                | Nej                                | Nej               |
| USA                      | C. Jack       | Nej            | Nej               | Nej                       | Nej                         | Ja                | Nej                | Nej                                | Nej               |
| USA                      | C. Viper      | Nej            | Nej               | Nej                       | Nej                         | Nej               | Nej                | Nej                                | Ja                |
| Storbritannien           | Cammy         | Nej            | Ja                | Ja                        | Ja                          | Nej               | Nej                | Nej                                | Ja                |
| USA                      | Charlie       | Nej            | Nej               | Nej                       | Ja                          | Nej               | Nej                | Nej                                | Nej               |
| Kina                     | Chun-Li       | Ja             | Ja                | Ja                        | Ja                          | Ja                | Ja                 | Ja                                 | Ja                |
| USA                      | Cody          | Nej            | Nej               | Nej                       | Nej                         | Ja                | Nej                | Nej                                | Nej               |
|                          | Cycloid β     | Nej            | Nej               | Nej                       | Nej                         | Ja                | Nej                | Nej                                | Nej               |
|                          | Cycloid γ     | Nej            | Nej               | Nej                       | Nej                         | Ja                | Nej                | Nej                                | Nej               |
| Tyskland · USA           | D. Dark       | Nej            | Nej               | Nej                       | Nej                         | Ja                | Nej                | Nej                                | Nej               |
| Hongkong                 | Dan           | Nej            | Nej               | Nej                       | Ja                          | Nej               | Nej                | Ja                                 | Ja                |
| Indien                   | Darun         | Nej            | Nej               | Nej                       | Nej                         | Ja                | Nej                | Nej                                | Nej               |
| Jamaica                  | Dee Jay       | Nej            | Ja                | Ja                        | Ja                          | Nej               | Nej                | Nej                                | Ja                |
| Indien                   | Dhalsim       | Nej            | Ja                | Ja                        | Ja                          | Ja                | Nej                | Nej                                | Ja                |
| Storbritannien           | Dudley        | Nej            | Nej               | Nej                       | Nej                         | Nej               | Ja                 | Nej                                | Ja                |
| Japan                    | E. Honda      | Nej            | Ja                | Ja                        | Ja                          | Nej               | Nej                | Nej                                | Ja                |
| Storbritannien           | Eagle         | Ja             | Nej               | Nej                       | Ja                          | Nej               | Nej                | Nej                                | Nej               |
| Mexiko                   | El Fuerte     | Nej            | Nej               | Nej                       | Nej                         | Nej               | Nej                | Nej                                | Ja                |
| Kenya                    | Elena         | Nej            | Nej               | Nej                       | Nej                         | Nej               | Ja                 | Nej                                | Nej               |
| Japan                    | Evil Ryu      | Nej            | Nej               | Nej                       | Ja                          | Ja                | Nej                | Nej                                | Ja                |
| Hongkong                 | Fei Long      | Nej            | Ja                | Nej                       | Ja                          | Nej               | Nej                | Nej                                | Ja                |
| Japan                    | Garuda        | Nej            | Nej               | Nej                       | Nej                         | Ja                | Nej                | Nej                                | Nej               |
| Japan                    | Geki          | Ja             | Nej               | Nej                       | Nej                         | Nej               | Nej                | Nej                                | Nej               |
| Kina                     | Gen           | Ja             | Nej               | Nej                       | Ja                          | Nej               | Nej                | Nej                                | Nej               |
|                          | Gill          | Nej            | Nej               | Nej                       | Nej                         | Nej               | Ja                 | Nej                                | Nej               |
|                          | Gouken        | Nej            | Nej               | Nej                       | Nej                         | Nej               | Nej                | Nej                                | Ja                |
| USA                      | Guile         | Nej            | Ja                | Ja                        | Ja                          | Ja                | Nej                | Nej                                | Ja                |
| Japan · USA              | Guy           | Nej            | Nej               | Nej                       | Ja                          | Nej               | Nej                | Nej                                | Ja                |
| Turkiet                  | Hakan         | Nej            | Nej               | Nej                       | Nej                         | Nej               | Nej                | Nej                                | Ja                |
| Japan                    | Hayate        | Nej            | Nej               | Nej                       | Nej                         | Ja                | Nej                | Nej                                | Nej               |
| Japan                    | Hokuto        | Nej            | Nej               | Nej                       | Nej                         | Ja                | Nej                | Nej                                | Nej               |
| Tyskland                 | Hugo          | Nej            | Nej               | Nej                       | Nej                         | Nej               | Ja                 | Nej                                | Nej               |
| Japan                    | Ibuki         | Nej            | Nej               | Nej                       | Nej                         | Nej               | Ja                 | Ja                                 | Ja                |
| Malaysia                 | Ingrid        | Nej            | Nej               | Nej                       | Ja                          | Nej               | Nej                | Nej                                | Nej               |
| USA                      | Joe           | Ja             | Nej               | Nej                       | Nej                         | Nej               | Nej                | Nej                                | Nej               |
| Mexiko                   | Juli          | Nej            | Nej               | Nej                       | Ja                          | Nej               | Nej                | Nej                                | Nej               |
| Tyskland                 | Juni          | Nej            | Nej               | Nej                       | Ja                          | Nej               | Nej                | Nej                                | Nej               |
| Tyskland                 | Juri          | Nej            | Nej               | Nej                       | Nej                         | Nej               | Nej                | Nej                                | Ja                |
| Japan                    | Kairi         | Nej            | Nej               | Nej                       | Nej                         | Ja                | Nej                | Nej                                | Nej               |
| Japan                    | Kairi         | Nej            | Nej               | Nej                       | Ja                          | Nej               | Nej                | Nej                                | Nej               |
| USA                      | Ken           | Ja             | Ja                | Ja                        | Ja                          | Ja                | Ja                 | Ja                                 | Ja                |
| Kina                     | Lee           | Ja             | Nej               | Nej                       | Nej                         | Nej               | Nej                | Nej                                | Nej               |
|                          | M. Bison      | Nej            | Ja                | Ja                        | Ja                          | Ja                | Nej                | Nej                                | Ja                |
| Japan                    | Maki          | Nej            | Nej               | Nej                       | Ja                          | Nej               | Nej                | Nej                                | Nej               |
| Japan                    | Makoto        | Nej            | Nej               | Nej                       | Nej                         | Nej               | Ja                 | Nej                                | Ja                |
| USA                      | Mike          | Nej            | Nej               | Nej                       | Nej                         | Nej               | Ja                 | Nej                                | Ja                |
| USA                      | Mike          | Ja             | Nej               | Nej                       | Nej                         | Nej               | Nej                | Nej                                | Nej               |
| Japan                    | Nanase        | Nej            | Nej               | Nej                       | Nej                         | Ja                | Nej                | Nej                                | Nej               |
| Ryssland                 | Necro         | Nej            | Nej               | Nej                       | Nej                         | Nej               | Ja                 | Nej                                | Nej               |
| Japan                    | Makoto        | Nej            | Nej               | Nej                       | Nej                         | Nej               | Ja                 | Nej                                | Ja                |
| Japan                    | Oro           | Nej            | Nej               | Nej                       | Nej                         | Nej               | Ja                 | Nej                                | Nej               |
| Saudiarabien             | Pullum        | Nej            | Nej               | Nej                       | Nej                         | Ja                | Nej                | Nej                                | Nej               |
|                          | Q             | Nej            | Nej               | Nej                       | Nej                         | Nej               | Ja                 | Nej                                | Nej               |
| Japan                    | R. Mika       | Nej            | Nej               | Nej                       | Ja                          | Nej               | Nej                | Nej                                | Nej               |
| Frankrike                | Remy          | Nej            | Nej               | Nej                       | Nej                         | Nej               | Ja                 | Nej                                | Nej               |
| Japan                    | Retsu         | Ja             | Nej               | Nej                       | Nej                         | Nej               | Nej                | Nej                                | Nej               |
| USA                      | Rolento       | Nej            | Nej               | Nej                       | Ja                          | Nej               | Nej                | Nej                                | Nej               |
| Italien                  | Rose          | Nej            | Nej               | Nej                       | Ja                          | Nej               | Nej                | Nej                                | Ja                |
| USA                      | Rufus         | Nej            | Nej               | Nej                       | Nej                         | Nej               | Nej                | Nej                                | Ja                |
| Japan                    | Ryu           | Ja             | Ja                | Ja                        | Ja                          | Ja                | Ja                 | Ja                                 | Ja                |
| Thailand                 | Sagat         | Ja             | Ja                | Ja                        | Ja                          | Ja                | Nej                | Nej                                | Ja                |
| Japan                    | Sakura        | Nej            | Nej               | Nej                       | Ja                          | Ja                | Nej                | Ja                                 | Ja                |
| Japan                    | Sawada        | Nej            | Nej               | Ja                        | Nej                         | Nej               | Nej                | Nej                                | Nej               |
| Brasilien                | Sean          | Nej            | Nej               | Nej                       | Nej                         | Nej               | Ja                 | Nej                                | Nej               |
|                          | Seth          | Nej            | Nej               | Nej                       | Nej                         | Nej               | Nej                | Nej                                | Ja                |
|                          | Shadow        | Nej            | Nej               | Nej                       | Nej                         | Ja                | Nej                | Nej                                | Nej               |
| Europeiska unionen       | Sharon        | Nej            | Nej               | Nej                       | Ja                          | Nej               | Nej                | Nej                                | Nej               |
|                          | Shin Akuma    | Nej            | Nej               | Nej                       | Ja                          | Ja                | Nej                | Nej                                | Ja                |
|                          | Shin-Bison    | Nej            | Nej               | Nej                       | Ja                          | Ja                | Nej                | Nej                                | Nej               |
|                          | Shin Gouken   | Nej            | Nej               | Nej                       | Nej                         | Nej               | Nej                | Nej                                | Ja                |
| Japan                    | Skullomania   | Nej            | Nej               | Nej                       | Nej                         | Ja                | Nej                | Nej                                | Nej               |
| USA                      | Sodon         | Nej            | Nej               | Nej                       | Ja                          | Nej               | Nej                | Nej                                | Nej               |
| Mexiko                   | T. Hawk       | Nej            | Ja                | Nej                       | Ja                          | Nej               | Nej                | Nej                                | Ja                |
| Ryssland                 | Twelve        | Nej            | Nej               | Nej                       | Nej                         | Nej               | Ja                 | Nej                                | Nej               |
|                          | Urien         | Nej            | Nej               | Nej                       | Nej                         | Nej               | Ja                 | Nej                                | Nej               |
| Italien                  | V. Rosso      | Nej            | Nej               | Nej                       | Nej                         | Ja                | Nej                | Nej                                | Nej               |
| Europeiska unionen       | Sharon        | Nej            | Nej               | Nej                       | Ja                          | Nej               | Nej                | Nej                                | Nej               |
| Spanien                  | Vega          | Nej            | Ja                | Ja                        | Ja                          | Ja                | Nej                | Nej                                | Ja                |
| Hongkong                 | Yang          | Nej            | Nej               | Nej                       | Nej                         | Nej               | Ja                 | Nej                                | Ja                |
| Hongkong                 | Yun           | Nej            | Nej               | Nej                       | Ja                          | Nej               | Ja                 | Nej                                | Ja                |
| Sovjetunionen · Ryssland | Zangief       | Nej            | Ja                | Ja                        | Ja                          | Ja                | Nej                | Ja                                 | Ja                |
| Totalt                   | Totalt        | 12             | 17                | 17                        | 38                          | 35                | 20                 | 8                                  | 40                |

## Kronologi
Handlingen i Street Fighter utspelar sig i en annan ordning än hur spelen har släppts. Vissa spel har också ersatts av senare titlar eller nya versioner med tillägg i karaktärer eller handling. Street Fighter EX-spelen och de olika Vs.-titlarna tillhör inte samma kontinuitet. Det gör däremot Final Fight-serien och Muscle Bomber-serien.
- Street Fighter (1987)
- Street Fighter Alpha 2 (1989)
- Street Fighter Alpha 3 Max (1990)
- Super Street Fighter II Turbo (1993)
- Street Fighter IV (1994)
- Super Street Fighter IV (1995)
- Street Fighter III: 2nd Impact (1998)
- Street Fighter III: 3rd Strike (1999)

## Street Fighter i andra medium
Street Fighter finns även som spelfilm (med Jean-Claude Van Damme), som blev hårt kritiserat av både fans och kritiker, och som animerad film och tv-serie. Böcker och serietidningar har skrivits och ett rollspel kom 1994. Alla adaptioner av Street Fighter tolkar handlingen och karaktärerna på egna sätt och tillhör inte samma kontinuitet.

### Filmer och tv-serier
- Street Fighter (film)
- Street Fighter II: The Animated Movie
- Street Fighter II V (en animerad serie).
- Street Fighter (TV-serie) (en nordamerikansk animerad serie)
- Street Fighter Alpha
- Street Fighter Alpha: Generations (en prequel till Street Fighter Alpha)
- Street Fighter: The Legend of Chun-Li